# Estniskt medborgarskap

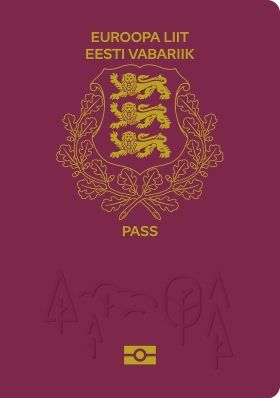
Estlands pass som landets medborgare kan ansöka om

Estniskt medborgarskap är den legala förbindelsen mellan en privatperson och republiken Estland. Staten följer ius sanguinis-principen.

## Medborgarskap genom födelse
En person är en infödd estnisk medborgare om åtminstone en av hans eller hennes föräldrar har estniskt medborgarskap vid barnets födelse. Om personen har förlorat sitt estniska medborgarskap som minderårig, kan han eller hon få det tillbaka om personen bor i Estland med permanent underhållstillstånd och ger upp sina andra medborgarskap.

## Medborgarskap genom ansökan
Man kan få estniskt medborgarskap genom ansökan om man fyller följande krav:
- har en långvarigt eller permanent uppehållstillstånd i Estland
- har varit bosatt i Estland i åtminstone 8 år, varav 5 permanent genast innan ansökning
- ansökarens adress finns i Estlands befolkningsregister
- godkänt betyg på ett språkprov i estniska om ansökaren inte har avklarat sina första eller andra stadiets eller högskolestudier på estniska
- godkänt betyg på ett prov i Estlands grundlag och medborgerliga rättigheter
- har stabil och laglig inkomst
- visar Estland sin lojalitet

Om ansökaren deltar i språkprovet i estniska, är den krävda nivån B1. De som är över 65 år gamla behöver inte delta i provets skriftliga del.

## Dubbelt medborgarskap
Estland tillåter dubbelt medborgarskap endast i sådana fall då personen får olika medborgarskap från sina föräldrar. Då dessa personer fyller 18 år har de 3 år med sig att välja om de vill behålla sitt estniska eller utländska medborgarskap.